# ケリー篠沢
ケリー篠沢（ケリー しのざわ、Kelly Shinozawa）は、日本の女性漫画家。以前は篠沢こずみ名義で活動していた。愛知県豊田市出身。名古屋造形芸術短期大学ビジュアルデザインコース卒業。

## 経歴
篠沢こずみ名義で活動を開始し、『今こうして目を閉じれは…』で1990年に『りぼんオリジナル』（集英社）秋の号でデビュー。主に少女向けの作品を手がけ、『りぼん』（集英社）などで活躍した。
2002年にアメリカのニューヨークへ移り住み、パーソンズ美術大学のcertificate programでグラフィックデザインを学んだ。ルームメイトの影響でキリスト教に改宗し、2004年6月にマンハッタンの日米合同教会JAUCで洗礼を受けた。
2008年よりペンネームをケリー篠沢に改名して、主にキリスト教関連の漫画作品を発表するようになる。代表作の『救世主（メシア）―人類を救いし者』（英語タイトル「MANGA MESSIAH」）は、33カ国以上で出版されている。
2013年より、『旧約聖書』「創世記」のコミカライズ、『マンガジェネシス』を制作中。

## 作品

### 漫画
- フィリップ・ホギンズの森 ISBN 9784088536446（集英社、1992年12月1日） - 篠沢こずみ名義
- 人形の館 ISBN 9784088537061（集英社、1993年12月） - 篠沢こずみ名義
- 銀の里 ISBN 9784088560014（集英社、1997年1月） - 篠沢こずみ名義
- 男女共同参画啓発マンガ「ジェンダーってなに？」（豊田女性センター） - 篠沢こずみ名義。全3巻
- みんなの聖書・マンガシリーズ（日本聖書協会） - 「聖書新共同訳」準拠
  - 救世主（メシア）―人類を救いし者〈新約聖書 1〉（2008年）
  - 使徒（アポストロス） ―遣わされし者たち〈新約聖書 2〉（2008年）
- THE SEARCH（CCC出版、2010年）
- リスクライド（CCC出版、2012年）
- 聖書と古代中国の7つの謎 (スマイルブックス　2016年）
- ゴスペルコミックシリーズ 旧約編（いのちのことば社）
  - マンガジェネシスI 天地創造（2013年5月）
  - マンガジェネシスII 大洪水（2014年6月）
  - マンガジェネシスⅢアブラハム契約 (2017年12月）

### イラスト
- 漫画家が書いた 人物からわかる「旧約聖書」（ユナイテッドブックス、2012年4月） - 電子書籍
- イラスト リビングバイブル―新約―（いのちのことば社、 2014年1月）

## 受賞
| 賞歴                                       | 賞歴                         | 賞歴                           |
| セレモニー                                 | 部門・賞                     | 受賞作品                       |
| ------------------------------------------ | ---------------------------- | ------------------------------ |
| 第24回りぼん新人漫画大賞 （1990年）        | 佳作                         | 今こうして目を閉じれば…        |
| （りぼんオリジナル秋の号）                 | SB（シーズンベスト）賞       | 今こうして目を閉じれば…        |
| ベルギーのコミックフェスティバル（2009年） | ガブリエル賞                 | 救世主(メシア) ―人類を救いし者 |
| アングレーム国際漫画祭（2010年）           | クリスチャン漫画部門最優秀賞 | 救世主(メシア) ―人類を救いし者 |